# Estadio Sausalito
A chilei Viña Del Marban található Estadio Sausalito stadionban több sportág otthonra talál, de leginkább labdarúgó-mérkőzésekre használják.

## Története
A stadiont 1929. szeptember 8-án avatta fel Gastón Hamel de Sousa polgármester Estadio El Tranque néven. Mai elnevezését a közeli Sausalito-lagunák emlékére kapta. 
Az 1962-es labdarúgó-világbajnokság idején itt rendezték a 3. csoport (Brazília, Mexikó, Csehszlovákia, Spanyolország) mérkőzéseit.
Nézőterének befogadóképessége 2015 előtt 18 037 fő volt, de a 2015-ös Copa América miatt bővítették. A 2015 júniusának elején lezajlott avatáson jelen volt többek között Natalia Riffo sportminiszter-asszony és Virginia Reginato polgármester-asszony is.